# Paragus oltenicus
Paragus oltenicus är en tvåvingeart som beskrevs av Stanescu 1977. Paragus oltenicus ingår i släktet stäppblomflugor, och familjen blomflugor. Inga underarter finns listade i Catalogue of Life.